# Chalcides delislei
Chalcides delislei е вид влечуго от семейство Сцинкови (Scincidae). Видът не е застрашен от изчезване.

## Разпространение и местообитание
Разпространен е в Алжир, Западна Сахара, Мавритания, Мали, Нигер и Чад.
Обитава места с песъчлива почва, крайбрежия и плажове.

## Описание
Популацията на вида е стабилна.